# Заріччя (Білогірський район)
Зарі́ччя (до 1945 — Дьорте, крим. Dörte) — село Білогірського району Автономної Республіки Крим.
Входить до складу Іванівської сільської ради.
Відстань від райцентру до населеного пункта становить 35 кілометрів по прямій.